# Alekszej Sztyepanovics Homjakov
Alekszej Sztyepanovics Homjakov (Алексей Степанович Хомяков) (1804. május 1. a Gergely-naptár szerint május 13. Moszkva – 1860. szeptember 23. vagy 25. október 5. vagy 7. Ternovszkoje), ismert orosz nemesi értelmiségi, akit az ortodox orosz emigráció egyházdoktorként tisztel, mások publicistának tekintik. Vitatott személyiség.
Családszerető orosz nemes volt, francia, angol, német neveltetéssel. Beutazta Nyugat-Európát, görög és latin fordításai, szanszkrit szótára jelent meg. 1822-ben katonai szolgálatba lépett, majd a dekabristák mozgalmához csatlakozott írásaival. 1830-ban a lengyel felkelés után versei jelentek meg a szláv testvériségről és szolidaritásról, 1845-ben pedig a nyugatosokkal végleg szakító szlavofilizmus programadó nyilatkozatát saját bevezetőjével megjelentette. 1844-től levelezett W. Palmer anglikán teológussal, 1853-ban rendőrségi megfigyelés alá került, műveit cenzúrázták. 1858–1860 között a Moszkvai Egyetem „Orosz irodalom kedvelői” körének elnöke. Kolerában halt meg.
Laikus teológus létére hatása oly nagy volt, hogy új irányzat alakult ki az orosz ortodox teológiában az ekkléziológia és az egyházpolitika terén. Az egyházhoz való kapcsolata különbözött a többi szlavofilétól. Különösen az egyházi autoritás, valamint a „szobornoszty” fogalma foglalkoztatta, melyet az 1844–1845-ben írt, posztumusz megjelent „Церковь одна” (Egy az Egyház) c. művében dolgozott ki, ill. újított meg.

## Művei
- Полное собранiе сочиненiй. Томъ I-VIII. Москва, 1900–1914.

## Szakirodalom
- B.Virághalmy, Lea: A homjakovi ekkléziológia szókincsének szemantikai elemzése. Budapest, 2002.
- Cavazza, Antonella: A. S. Chomjakov. Opinione di un russo sugli stranieri. Bologna, 1997.
- Gratieux, Albert: A.S. Khomiakov et le Mouvement Slavophile (In: Unam Sanctam 5–6) Paris, 1939.
- Paša, Georgio: Homjakovi doctrina de Ecclesia. Excerpta ex dissertatione ad lauream in facultate Theologica Pontificiae Universitatis Gregorianae. Zagrebiae, 1943. 38 p.
- Plank, Peter: Parapolimena zur Ekklesiologie A. S. Chomjakovs (In: Ostkirchliche Studien, Würzburg, 1980. pp. 3–29)
- Romanides, John S.: Orthodox Ecclesiology According to Alexis Khomiakov (In: The Greek Orthodox Theological Review 1956/II.1 pp. 57–73.)
- Schultze, Bernhard S.J.: Chomjakows Lehre über die Eucharistie (In: Orientalia Christiana Periodica. Vol.XIV. N0 I-II) Roma, 1948. pp. 138–161.
- Ernst Christoph Suttner: Offenbarung, Gnade und Kirche bei A.S. Chomjakov. (In: Das östliche Christentum. Neue Folge 20) Würzburg, 1967. 200 p.
- Samarin, Jurij: Préface aux oeuvres théologiques de A.S. Khomiakov. (In: Unam Sanctam 7) Paris, 1939. 95 p.
- Wojciechowski, Marcin Ks.: Nieomylosc Kosciola Chrystusowego wedlug A. Chomiakowa i jego zwolenników. Lublin, 1938. 187 p.

## Magyarul
- A megváltó Oroszország. Válogatás a szlavofil gondolkodók írásaiból 1839-1861; szerk. Szilágyi Ákos, Kiss Ilona, ford. Kiss Ilona, Páll Erna, Szőke Katalin, Vári Erzsébet; Századvég, Bp., 1992 (Idea Russica)
  - A régiről és az újról (ford. Kiss Ilona)
  - Ivan Kirejevszkij: Válasz Homjakovnak (ford. Kiss Ilona)
  - Hogyan vélekednek a külföldiek Oroszországról? (ford. Szőke Katalin)
  - Hogyan vélekednek az oroszok a külföldiekről? (ford. Szőke Katalin)
  - Egy az egyház (rövid részletek, ford. Kiss Ilona; a teljes fordítás először B. Virághalmy Lea A homjakovi ekkléziológia szókincsének szemantikai elemzése. Budapest, 2002. c. munkájában)
  - Katolikus vagy egyetemes (ford. Kiss Ilona)
  - Egy pravoszláv keresztény jegyzetei a nyugati hitvallásokról (ford. Kiss Ilona)